# Lago di Sorapiss
Lago di Sorapiss (německy Sorapissee) je přírodní jezero ležící v horské skupině Sorapiss v Dolomitech, v italské provincii Belluno v nadmořské výšce 1923 metrů.

## Poloha
Jezero Sorapiss se nachází jihovýchodně od města Cortina d'Ampezzo, uprostřed horské skupiny Sorapiss, v kotli vysokých skal. Nejvyšším vrcholem skupiny je 3205 m vysoká Punta Sorapiss, jižněji se nachází Croda Marcora (3154 m). Samotné pohoří Sorapiss je na severovýchodě ohraničeno údolím Val d'Ansiei a na jihozápadě údolím Valle del Boite. Na západě ho od Cortiny d'Ampezzo odděluje pohoří Faloria. Na jihovýchodě se za Sorapissem nachází 3263 metrů vysoký blok Antelao a pohoří Marmarole.
V bezprostřední blízkosti jezera Sorapiss se nachází Rifugio Alfonso Vandelli, původně známé jako Sorapisshütte. Malé jezero je obklopeno korunou vysokých hor Ra Zesta (Cesta), Cime Ciadin del Loudo.

## Přístup
Nejsnadnější přístup k jezeru vede po standardní trase Italského alpského klubu (CAI) č. 215, z průsmyku Passo Tre Croci. Pěší cesta k Rifugio Vandelli (1928 m) a odtud k jezeru Sorapiss (1923 m) trvá 2 hodiny. Tato trasa je součástí dolomitské Alta Via 3 a Alta Via 4.
Z parkoviště hlavní silnici na vrcholu průsmyku směrem na Misurinu trasa odbočuje po několik stech metrů vpravo. Po lesní cestě se dostaneme na rozlehlé pole s nádherným panoramatem Monte Cristallo a hor nad Misurinou. Lesem se projde kolem starého italského opevnění z první světové války (1915-1917), které tvořilo obranný systém průsmyku Passo Tre Croci. (Bunkry lze prohlédnout zvenčí, ale jejich vchody jsou uzavřeny kvůli nebezpečí zřícení). Po vyjití z lesa se dostaneme k úpatí obrovských skalních stěn Cima di Marcoira a pak vás čeká malé stoupání mezi věžemi Cima del Laudo. Stezka vede po strmém útesu, na nebezpečných místech jsou připevněny žebříky a vodicí lano, které pomohou při postupu. Poslední úsek je ještě strmější, ale bez obtíží. Trasa končí u Rifugio Vandelli, které provozuje benátská sekce Italského klubu Alpino.
V bezprostřední blízkosti útulku, na rozcestí cest označeném cedulí, se můžete vydat přímo k jezeru s blankytně modrou vodou. Místu se také říká "Arena Sorapiss", protože nabízí majestátní panoramatické výhledy na pohoří Sorapiss (La Cesta, Tre Sorelle), dále na sever směrem k Tre Cime di Lavaredo; naproti nim se nachází horská skupina Cadini (Cadin della Neve, Eötvös); dále na severovýchod jsou nejjižnější vrcholy Sextenských Dolomit - Zwölferkofel a Cima Auronzo. Kolem malého jezera se dá snadno projít.
Další delší (ale rovněž nenáročný) přístup začíná také v průsmyku Passo Tre Croci, a to přes průsmyk Marcoira (Forcella Marcoira). Tato trasa No. 213 začíná jižně od kaple na průsmyku a nejprve je třeba zdolat hřeben Tardeiba, odkud je možné dojít k chatě Vandelli a k jezeru po rychle klesajícím svahu (doba trvání asi 3 hodiny).

## Galerie

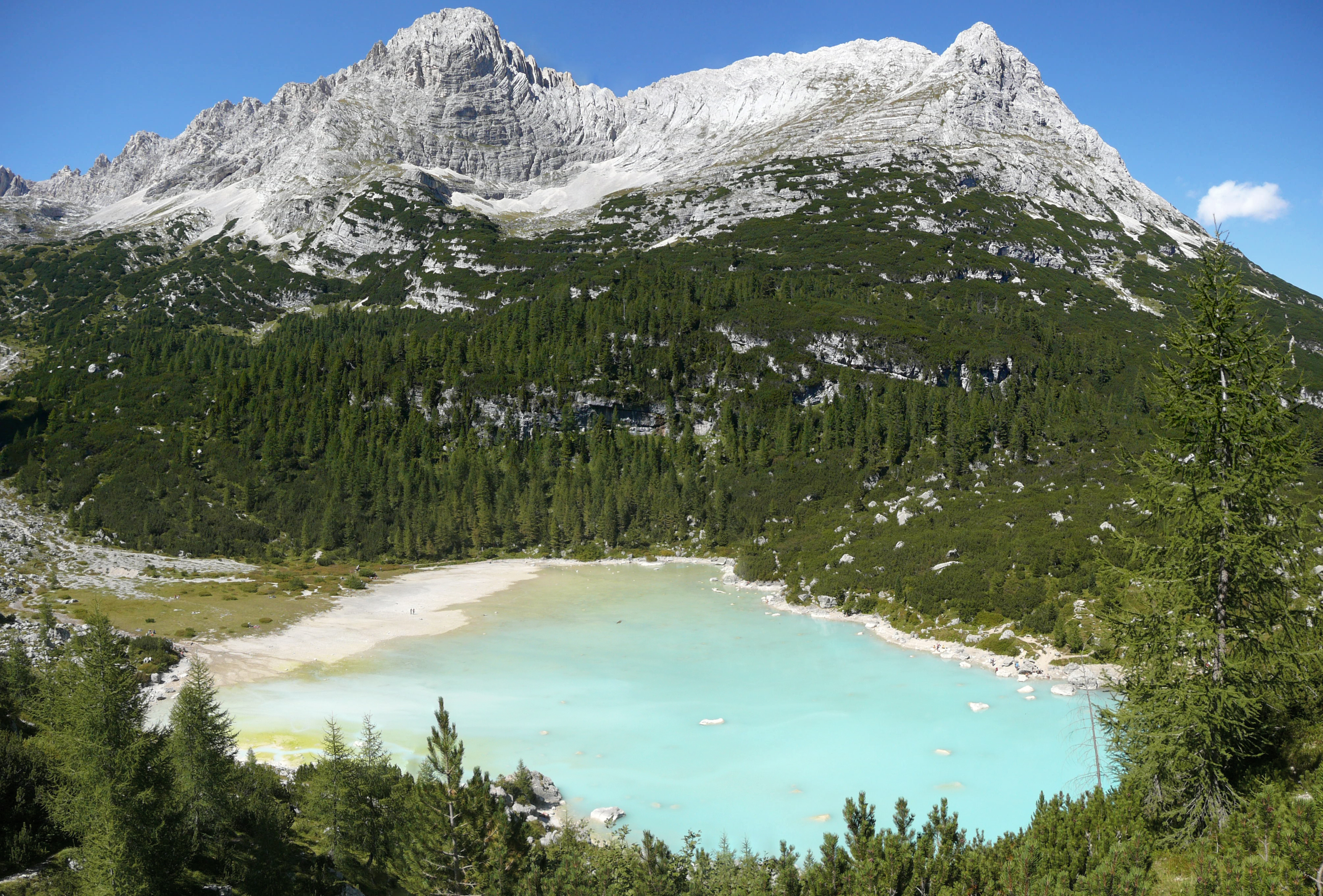
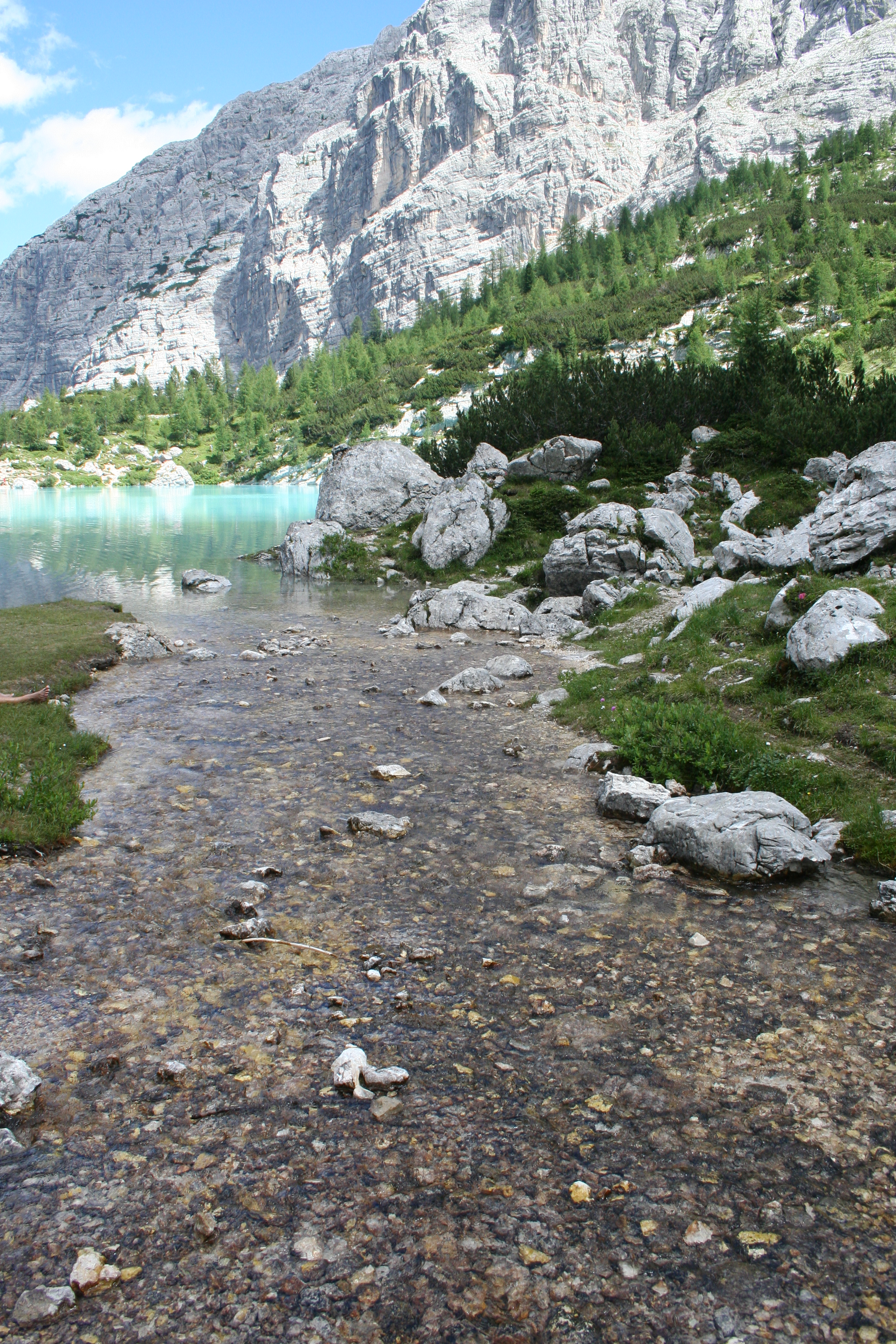
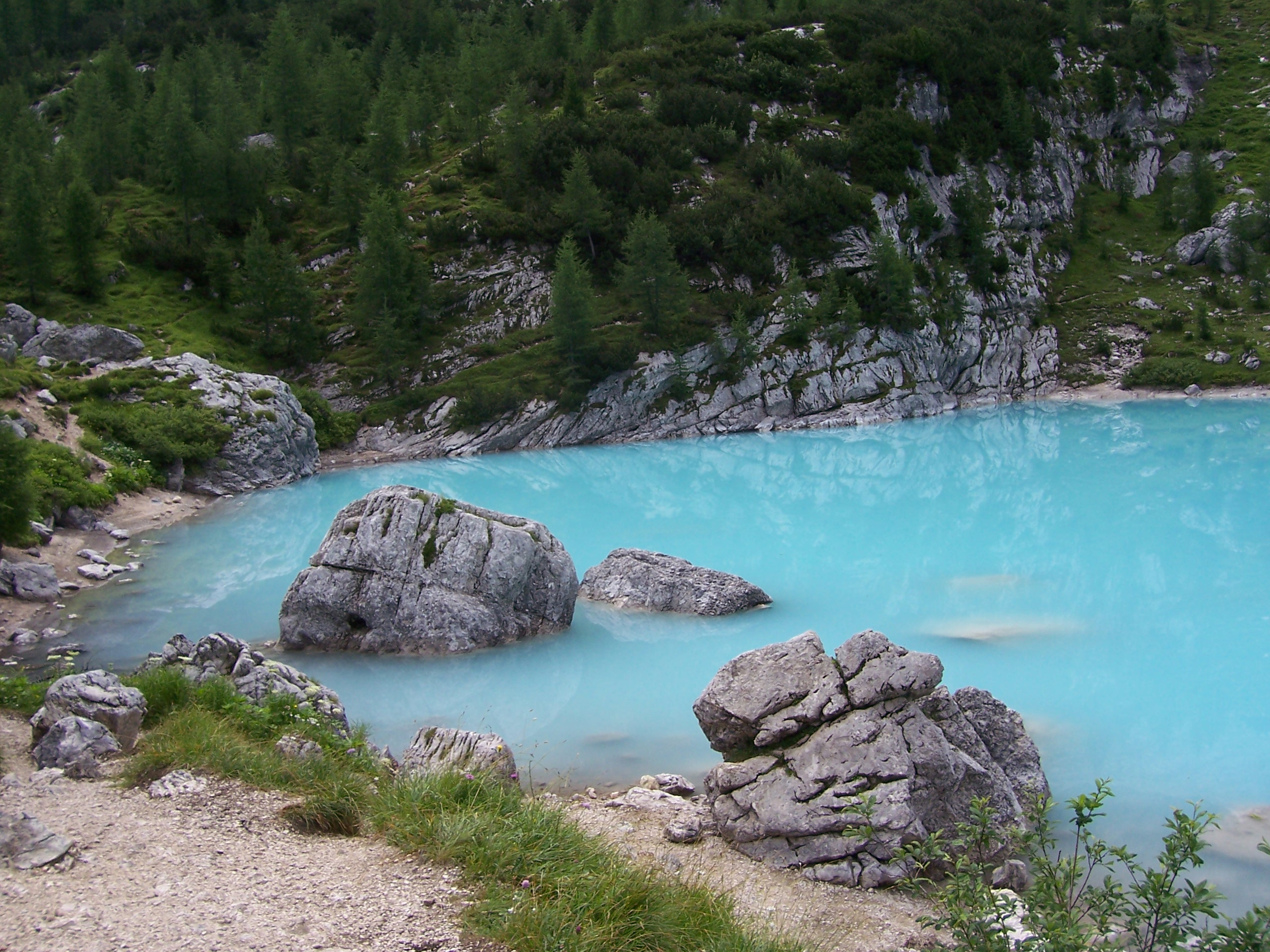
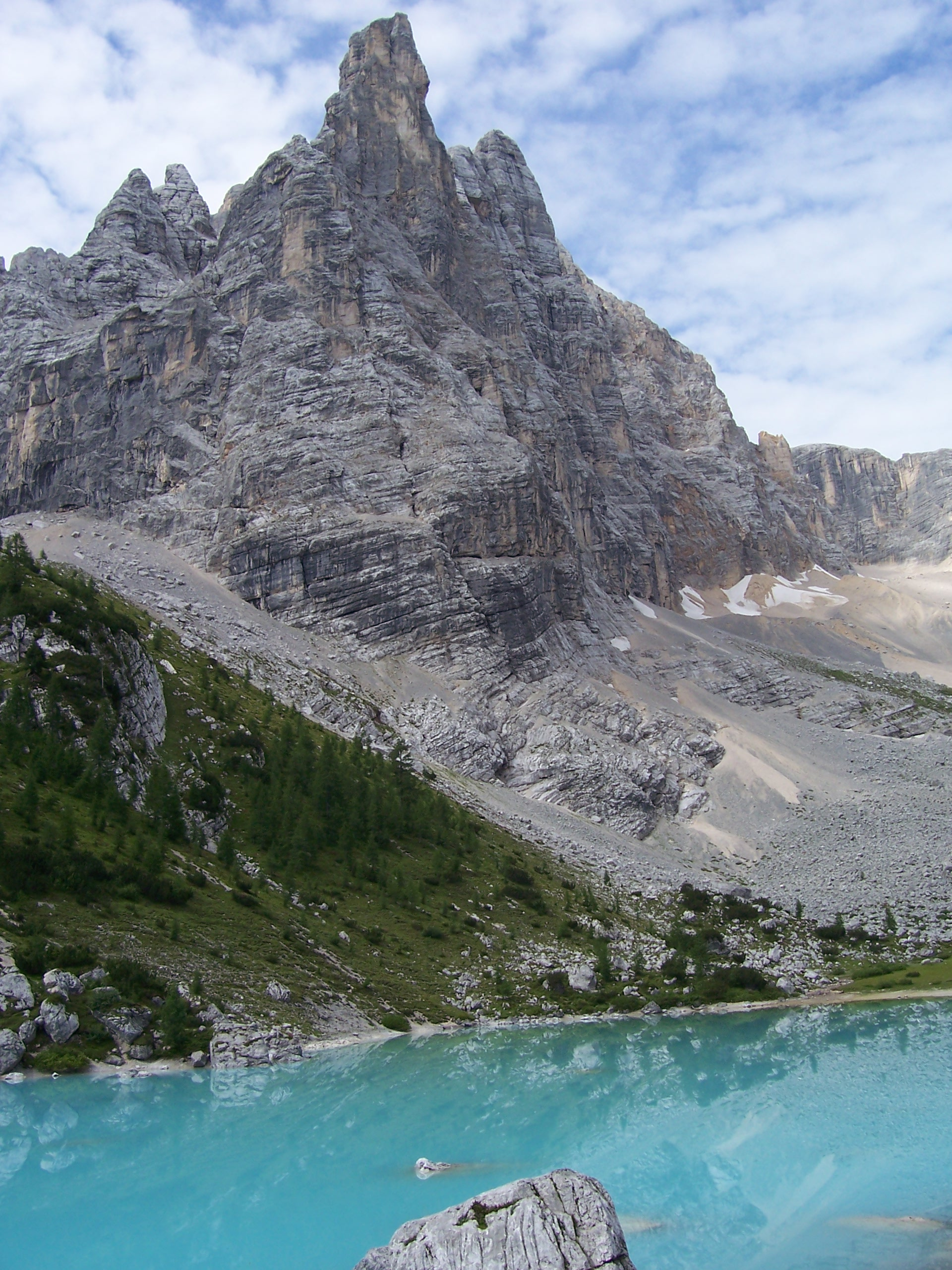